# L'estate sta finendo (film 2013)
L'estate sta finendo è un film del 2013 diretto da Stefano Tummolini.

## Trama
Un gruppo di otto amici universitari trascorre un weekend di fine estate al mare, presso la villa di uno di loro sul litorale romano, prima di affrontare un nuovo anno accademico di esami e lezioni. I ragazzi passano il loro tempo divertendosi, prendendo il sole e andando al mare, fino a quando a uno dei componenti capita un incidente che trasforma la loro vacanza in un incubo.

## Distribuzione
La pellicola è stata presentata in anteprima al Pesaro Film Festiva nel giugno 2013, mentre è uscita nelle sale cinematografiche italiane il 10 luglio 2014.